# Heliconius charithonia
Heliconius charithonia är en fjärilsart som beskrevs av Carl von Linné 1767. Heliconius charithonia ingår i släktet Heliconius och familjen praktfjärilar. Inga underarter finns listade i Catalogue of Life.

## Bildgalleri

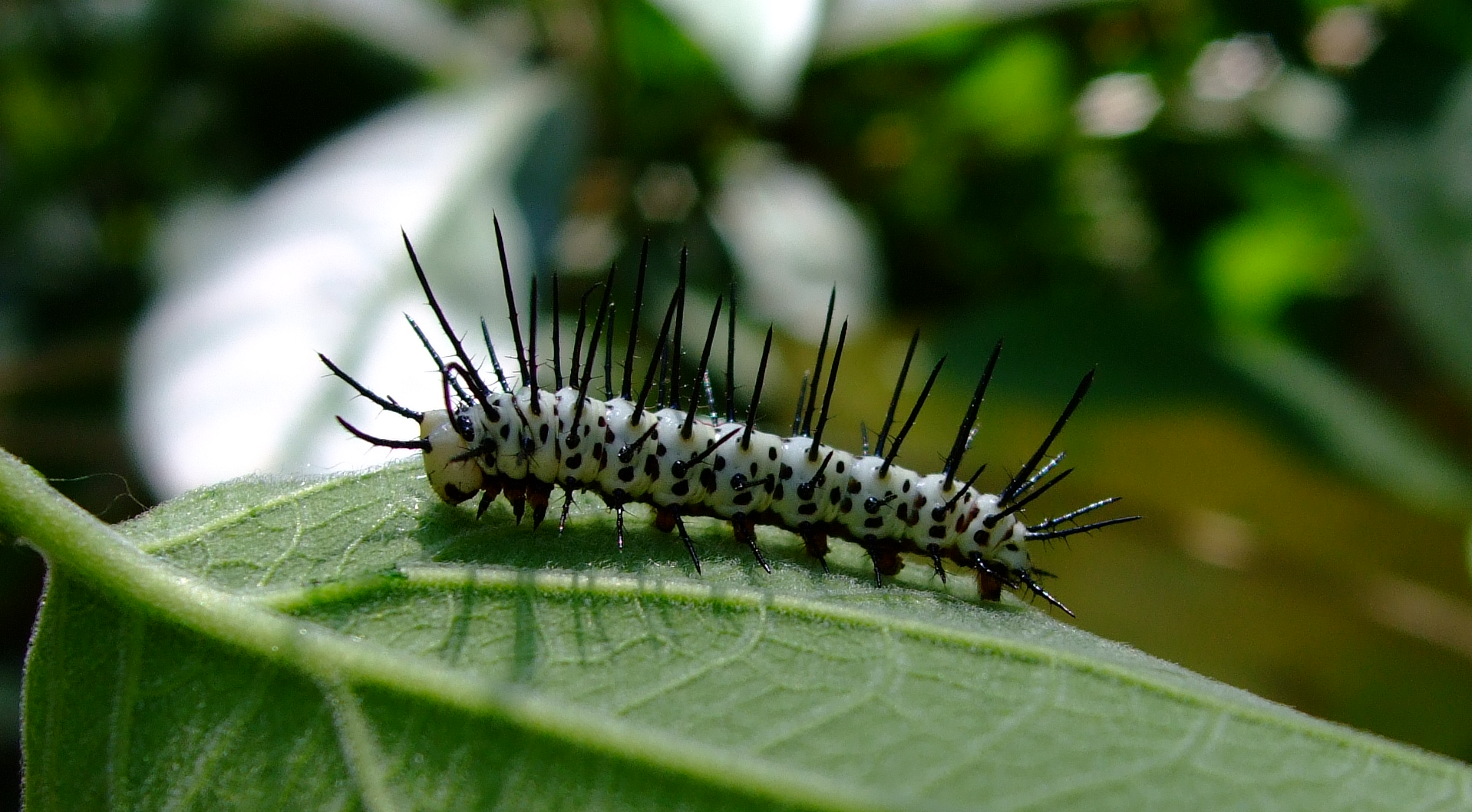
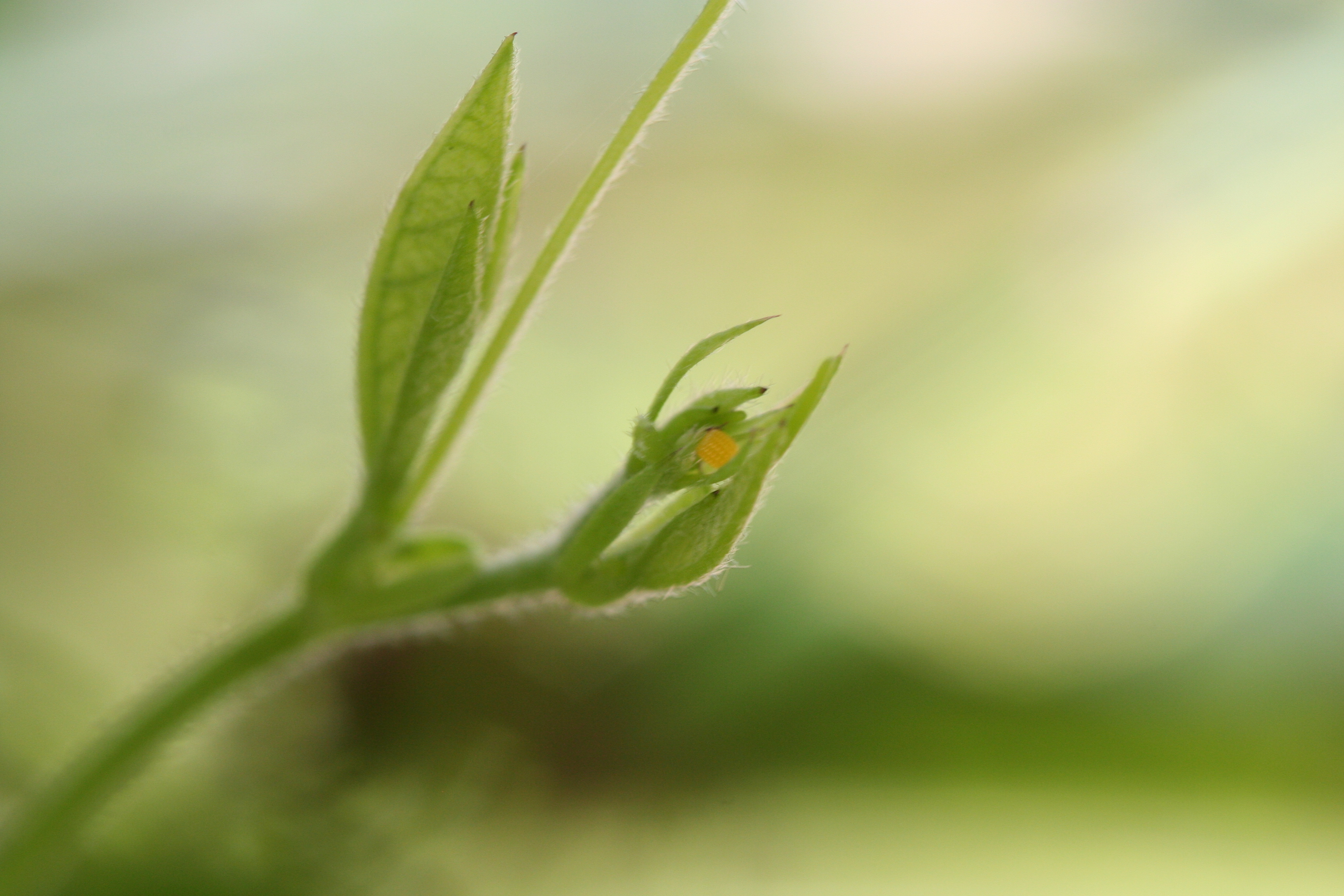
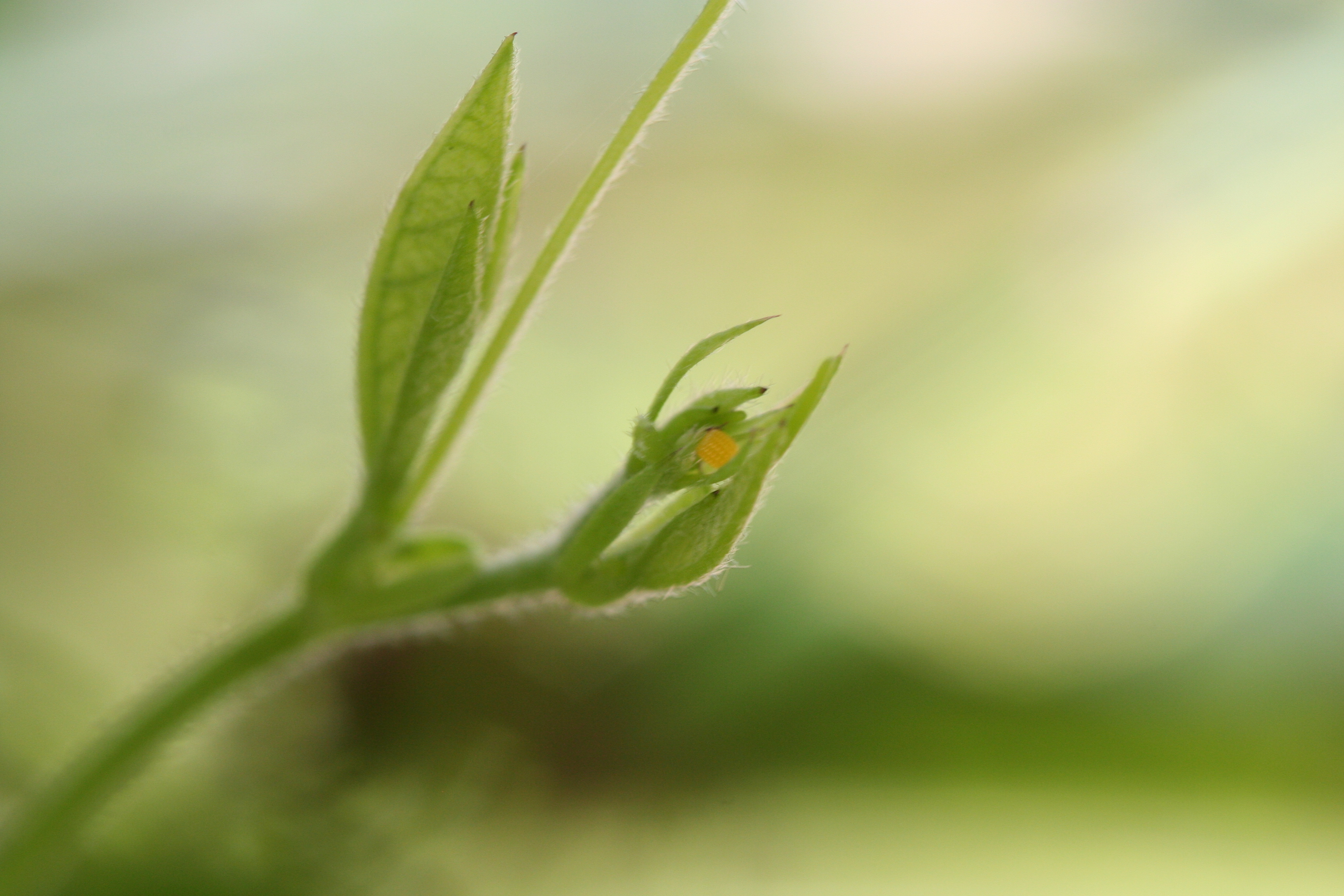
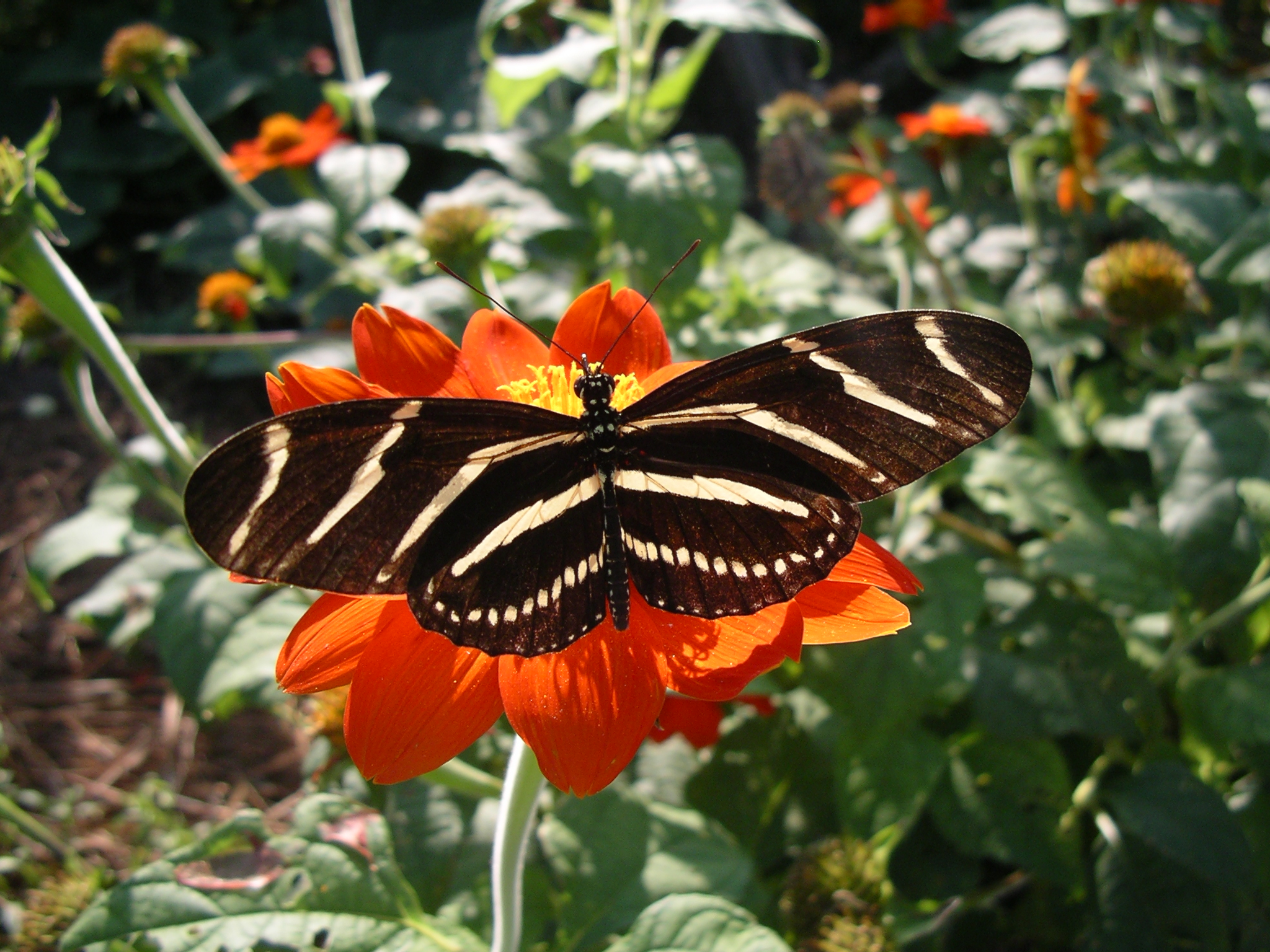
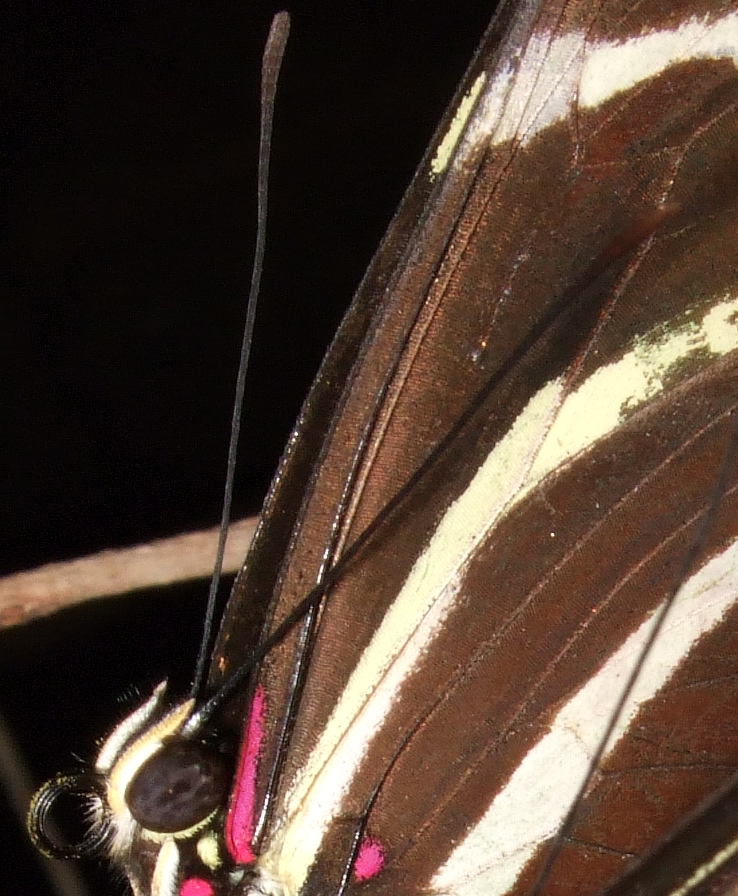
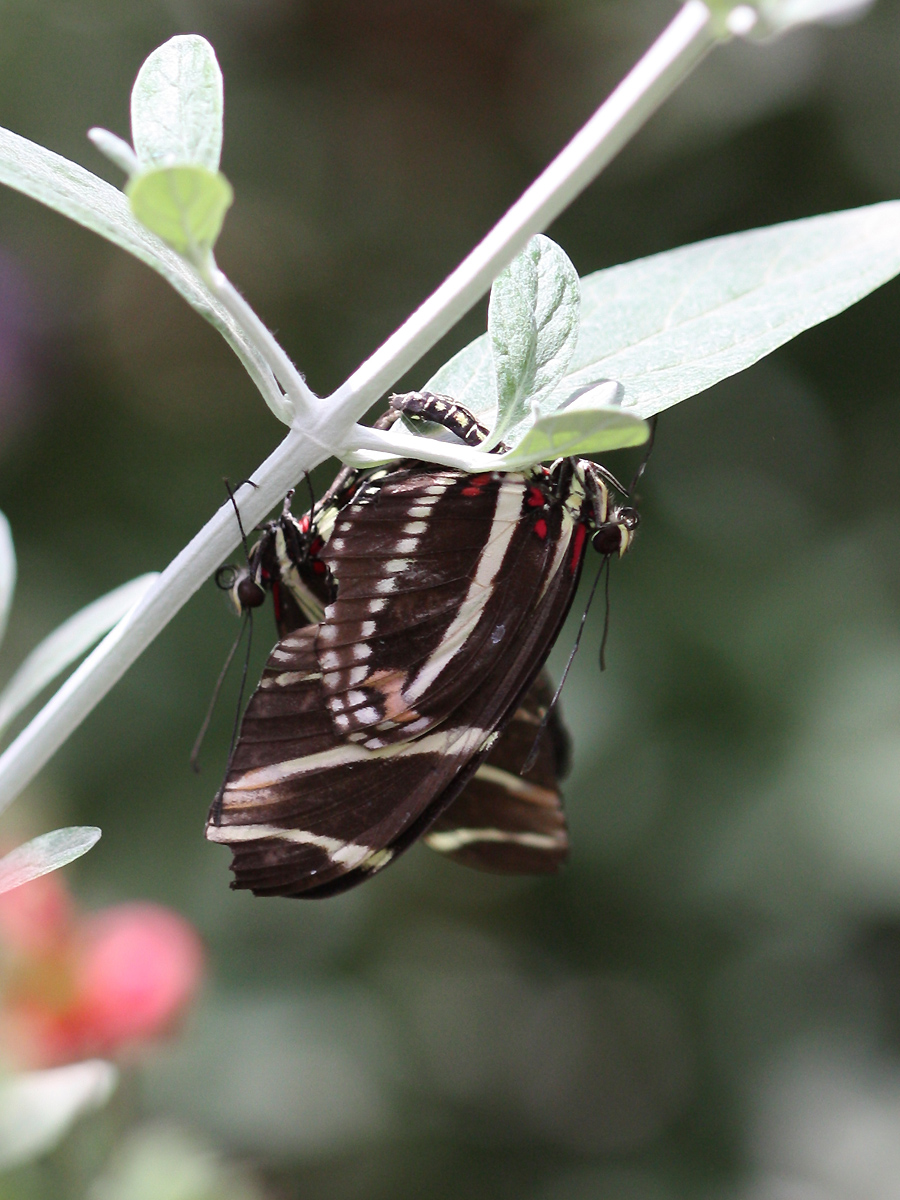